# Abarema leucophylla var. vaupesensis
Abarema leucophylla var. vaupesensis là một thứ của loài cây họ đậu Abarema leucophylla. Loài này mọc giới hạn trong một khu vực dọc theo sông Vaupés và sông Apaporís của tỉnh Vaupés, Colombia.